# Palacio Mukden
El Palacio Mukden (en chino tradicional, 盛京宮殿; en chino simplificado, 盛京宫殿; pinyin, Shěngjīng Gōngdiàn) o Shenyang Gugong (en chino tradicional, 瀋陽故宮; en chino simplificado, 沈阳故宫; pinyin, Shěnyáng Gùgōng), también conocido como el Palacio Imperial Shenyang, es un antiguo palacio imperial de la nueva Dinastía Qing (1616-1910) de China.
Fue construido en 1625 y los tres primeros emperadores Qing vivieron allí de 1625 a 1644. Está situado en el centro de la ciudad de Shenyang, Manchuria, China.

## Historia

Plano del Palacio Mukden.

La primera construcción comenzó en el año 1625 por el primer Emperador Nurhaci. En 1631, fueron añadidas construcciones adicionales bajo el Emperador Hung Taiji. El Palacio Mukden fue construido para parecerse a la Ciudad Prohibida en Pekín. Sin embargo, el palacio también tiene influencias de los estilos Manchú y Tibetano. 
Tras sustituir la Dinastía Qing a la Dinastía Ming en 1644 en Pekín, el Palacio Mukden perdió su estatus de la residencia oficial del Emperador, se convirtió en palacio regional. En 1780, el emperador Qianlong amplió el palacio. Durante la dinastía Qing, por lo general lo Emperadores utilizaban el Palacio Mukden algún tiempo cada año.

## Museo

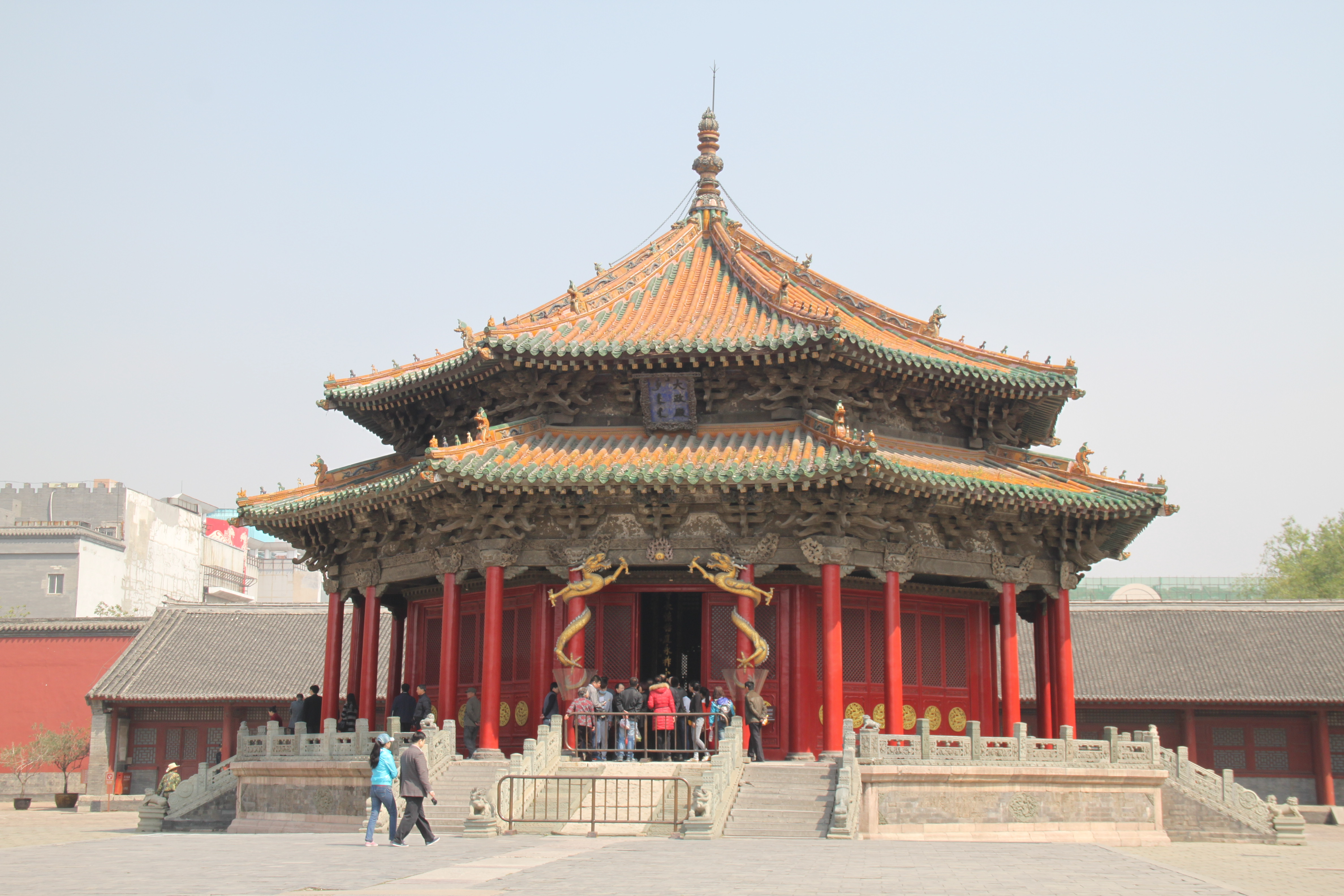
Dazheng, el primer edificio del palacio.

En 1955, el Palacio Mukden fue convertido en el Museo de Palacio Shenyang. En 2004, fue incluido por la Unesco en el Patrimonio de la Humanidad como una extensión de la Ciudad Prohibida en Pekín.